# Хорогочинский сельсовет
Хорого́чинский сельсове́т — упразднённое сельское поселение в Тындинском районе Амурской области.
Административный центр — посёлок Хорогочи.

## История
Решением Амурского областного Совета № 362 от 01.09.1975 г. был образован Хорогочинский сельский Совет народных депутатов.
3 августа 2005 года в соответствии с Законом Амурской области № 32-ОЗ муниципальное образование наделено статусом сельского поселения.
Упразднено в январе 2021 года в связи с преобразованием муниципального района в муниципальный округ.

## Население
| 2002 | 2010 | 2011 | 2012 | 2013 | 2014 | 2015 |
| ---- | ---- | ---- | ---- | ---- | ---- | ---- |
| 401  | ↘390 | ↘387 | ↘370 | ↘357 | ↘347 | ↗351 |
| 2016 | 2017 | 2018 |      |      |      |      |
| ↗352 | ↘343 | ↗347 |      |      |      |      |

## Состав сельского поселения
| № | Населённый пункт | Тип населённого пункта          | Население |
| - | ---------------- | ------------------------------- | --------- |
| 1 | Хорогочи         | посёлок, административный центр | ↗347      |